# Jerry Tuwai
Seremaia Tuwai Vunisa, mais conhecido como Jerry Tuwai (Suva, 23 de março de 1989), é um jogador de rugby fijiano, que joga na posição de forward. Ele fez sua estreia pela seleção nacional no Gold Coast Sevens de 2014. Também fez parte da equipe campeã olímpica dos Jogos de 2016 e 2020. Ele foi considerado melhor jogador de rugby sevens do mundo pela World Rugby em 2019.
Tuwai foi premiado como jogador do torneio no Mundial de Clubes de 2014, quando atuava pelo Davetalevu Club. Ele também foi escolhido jogador da final do Dubai Sevens de 2015 e repetiu o desempenho em sua performance na final do Las Vegas Sevens de 2015, com a vitória das Fiji sobre a Nova Zelândia por 35-19.

## Início de vida
Tuwai nasceu em Newtown, um distrito pobre nos arredores de Suva, Fiji , filho de Poasa Vunisa e Seruwaia Vualiku. Ele foi criado em uma casa de ferro corrugado de um quarto. Como as bolas de rugby e os equipamentos esportivos eram relativamente caros, ele improvisava usando garrafas de água vazias ou camisetas embrulhadas. No início da adolescência, costumava acompanhar o pai em viagens de pesca e venda de mercadorias na beira da estrada: uma rotina que ele próprio define como "um trabalho muito difícil". Ele admite mais tarde que, embora se arrependa de ter abandonado a escola, as recompensas de seu trabalho árduo no campo e em casa foram uma troca justa.

## Carreira
Tuwai cresceu jogando rúgbi em sua escola, mas só levou o esporte a sério aos 18 anos, depois de abandonar o vôlei. Nessa idade ingressou no Newtown Rugby Club, seu clube local, onde rapidamente se destacou pela velocidade e passos laterais, o que o diferenciava dos demais jogadores, segundo seu técnico na época, Meli Nakalivadra. Posteriormente, foi convidado a ingressar no time do Marist Rugby Club, contra quem impressionou durante uma partida disputada em Suva.
Depois de dois anos, o então técnico da seleção nacional, Ben Ryan, o viu jogando o maior torneio anual de clubes das Fiji, e o convidou para treinar, informando-lhe que deveria trabalhar para melhorar seu desempenho geral. Como Ryan lembra, "[Tuwai] era extremamente tímido. Durante uma semana, acredito que não disse uma palavra a ninguém. E ele estava terrivelmente incapacitado, com motivação aparentemente mínima para melhorar. Ele não conseguia passar por uma única sessão de treinamento sem cair exausto, muitas vezes nem aparecia para treinar (...) Estava cheio de desculpas: não pude ir treinar, perdi o ônibus, passei mal, não pude".
Apesar disso, Ryan viu seu potencial e o colocou sob sua proteção para que ele prosperasse no ambiente ultracompetitivo do esporte profissional, do condicionamento físico à nutrição, descanso e habilidades mentais. Tuwai credita a Ryan por sua mudança de mentalidade e por prepará-lo para os rigores de ser um jogador profissional de rúgbi e ajudá-lo a chegar ao próximo nível mental e fisicamente.
Ele fez parte da equipe campeã dos Jogos Olímpicos de Verão de 2016 no Rio de Janeiro, seu primeiro título profissional, após vitória sobre a seleção britânica por 43-7. O time fijiano voltou a conquistar a medalha de ouro na edição de 2020 em Tóquio, com o placar de 27-12 na final contra a equipe neozelandesa. Além disso, ele conseguiu a medalha de prata nos Jogos da Commonwealth de 2018 e 2022 e foi campeão da Copa do Mundo de Rugby Sevens de 2022.

## Estilo de jogo
Tuwai é conhecido por sua agilidade, tomada de decisão precisa e sua capacidade de ultrapassar os defensores sem perder velocidade. Destaca-se também pela aposta na parte física do jogo, sendo uma força no remate e causando impacto na defesa, apesar de ser pequeno para um médio profissional de rugby. Isso levou a lenda do Fiji Sevens, Waisale Serevi, a declarar que Tuwai é um jogador ainda melhor do que ele era em seu auge.